# Diphucephala nitens
Diphucephala nitens är en skalbaggsart som beskrevs av Macleay 1886. Diphucephala nitens ingår i släktet Diphucephala och familjen Melolonthidae. Inga underarter finns listade i Catalogue of Life.